# Buenavista (Sucre)
Buenavista – miasto w Kolumbii, w departamencie Sucre.